# Zentraleuropäische Verteidigungskooperation
Die Zentraleuropäische Verteidigungskooperation (englisch Central European Defence Cooperation, kurz CEDC) ist eine Kooperation der mitteleuropäischen Staaten Tschechien, Slowakei, Ungarn, Österreich, Slowenien und Kroatien.
Die Zentraleuropäische Verteidigungskooperation wurde 2010 gegründet. Polen hat Beobachterstatus. Die Präsidentschaft wechselt jährlich.

## Zusammenkünfte
Das erste Ministertreffen fand im Juni 2012 in Frauenkirchen in Österreich statt.
Von 31. März bis 1. April 2016 fand in Wien eine Konferenz der Verteidigungsminister der CEDC-Mitgliedstaaten sowie von Polen, Serbien, Mazedonien und Montenegro statt. Zentrales Thema war die Flüchtlingskrise. Deutschland und Griechenland waren ebenfalls eingeladen, nahmen jedoch nicht teil. Im Zusammenhang mit den Flüchtlingsbewegungen wurde eine gemeinsame Initiative zur Sicherung der Außengrenze, eine fortgesetzte Schließung der Balkanroute und die Umsetzung von Rückführungsmaßnahmen beschlossen. Diese Punkte sollten in einem gemeinsamen Brief an die Hohe Vertreterin der EU Federica Mogherini geschickt und beim nächsten Verteidigungsministerrat am 18. April 2016 in Luxemburg zum Gegenstand von Beratungen gemacht werden.